# Juaquin Hawkins
Juaquin Juan Hawkins (nacido el 2 de julio de 1973 en Gardena, California) es un exjugador de baloncesto estadounidense que disputó una temporada en la NBA, transcurriendo el resto de su carrera en ligas menores de su país, en los Harlem Globetrotters y en equipos de Asia y de Australia. Con 2,01 metros de estatura, jugaba en la posición de alero.

## Trayectoria deportiva

### Universidad
Jugó cuatro temporadas con los 49ers de la Universidad Estatal de California, Long Beach, en las que promedió 6,9 puntos, 3,8 rebotes y 2,0 asistencias por partido.

### Profesional
Tras no ser elegido en el Draft de la NBA de 1996, jugó en Taiwán, en ligas menores de su país, en los Harlem Globetrotters, en Japón y en Filipinas, hasta que en septiembre de 2002 firmó un contrato no garantizado con los Houston Rockets, convirtiéndose en ese momento en el segundo rookie de más edad en debutar en la NBA, con 29 años cumplidos. Jugó una temporada como suplente de Cuttino Mobley, en la que promedió 2,3 puntos y 1,3 rebotes por partido.
Al año siguiente fichó por los Golden State Warriors, pero fue finalmente descartado antes del inicio de la temporada. Regresó a los Globbetroters hasta que en noviembre de 2003 fichó por los Long Beach Jam de la CBA.
Su carrera continuó en ligas menores, además de jugar en Australia y Japón. Desde 2003 dirige un campus juvenil de baloncesto en Garden Grove, California.

## Estadísticas de su carrera en la NBA

### Temporada regular
| Temporada | Edad | Equipo          | Liga | Pos. | P  | TIT | MIN  | TC  | TCA | %TC  | 3P  | 3PA | %3P  | 2P  | 2PA | %2P  | TL  | TLA | %TL  | R.OF. | R.DEF. | REB | ASIS | ROB | TAP | PER | FP  | PTS |
| 2002-03   | 29   | Houston Rockets | NBA  | SG   | 58 | 10  | 11.8 | 1.0 | 2.6 | .385 | 0.2 | 0.4 | .417 | 0.8 | 2.1 | .379 | 0.2 | 0.3 | .500 | 0.3   | 1.1    | 1.3 | 0.8  | 0.5 | 0.1 | 0.5 | 1.0 | 2.3 |
| Total     |      |                 | NBA  |      | 58 | 10  | 11.8 | 1.0 | 2.6 | .385 | 0.2 | 0.4 | .417 | 0.8 | 2.1 | .379 | 0.2 | 0.3 | .500 | 0.3   | 1.1    | 1.3 | 0.8  | 0.5 | 0.1 | 0.5 | 1.0 | 2.3 |